# Euclymene watsoni
Euclymene watsoni är en ringmaskart som först beskrevs av Gravier 1906.  Euclymene watsoni ingår i släktet Euclymene och familjen Maldanidae. Inga underarter finns listade i Catalogue of Life.